# Papín (Eslovaquia)
Papín es un municipio del distrito de Humenné en la región de Prešov, Eslovaquia, con una población estimada a final del año 2024 de 869 habitantes.
Se encuentra ubicado al sureste de la región, cerca de los ríos Cirocha y Laborec (cuenca hidrográfica del río Tisza) y de la frontera con la región de Košice.

## Demografía
| Año        | 1994 | 2004    | 2014    | 2024     |
| ---------- | ---- | ------- | ------- | -------- |
| Población  | 1110 | 1075    | 999     | 869      |
| Diferencia |      | −3,15 % | −7,06 % | −13,01 % |

| Año        | 2023 | 2024    |
| ---------- | ---- | ------- |
| Población  | 868  | 869     |
| Diferencia |      | +0,11 % |